# Орлівка (Бердянський район)
Орлі́вка — село в Україні, у Приморській міській громаді Бердянського району Запорізької області. Населення становить 862 осіб.

## Географія

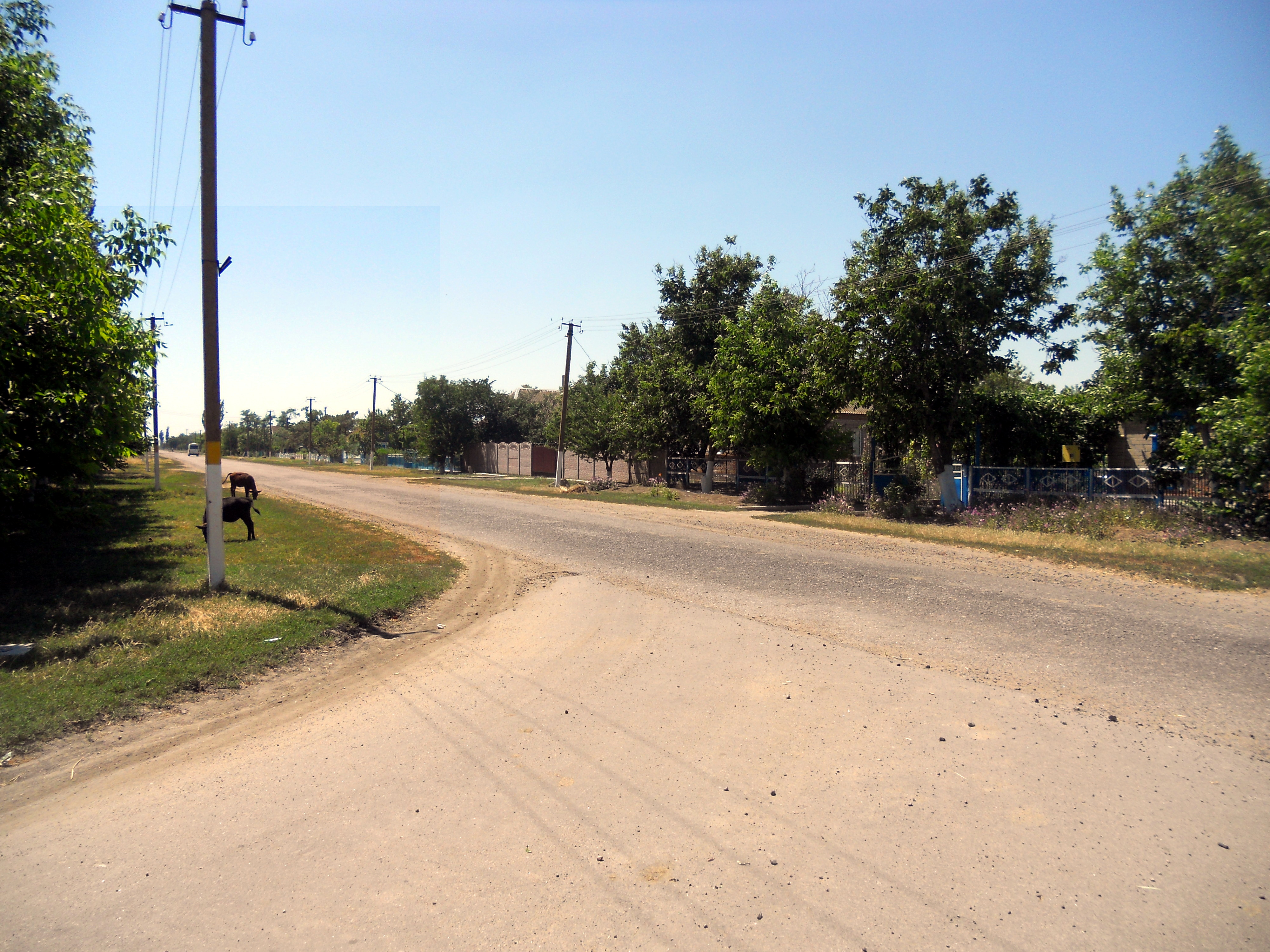
Центральна вулиця

Село Орлівка знаходиться на лівому березі річки Лозуватка, яка через 4 км впадає в Азовське море, за 24 км від районного центру і за 46 км від залізничної станції Єлизаветівка. Вище за течією на відстані 11 км розташоване село Лозуватка. Поруч проходить автомобільна дорога М14 (E58).

## Населення

### Мова
Розподіл населення за рідною мовою за даними перепису 2001 року:
| Мова            | Кількість | Відсоток |
| --------------- | --------- | -------- |
| російська       | 757       | 87.82%   |
| українська      | 83        | 9.63%    |
| болгарська      | 14        | 1.62%    |
| румунська       | 6         | 0.70%    |
| інші/не вказали | 2         | 0.23%    |
| Усього          | 862       | 100%     |

## Історія
Поблизу села розкопаний курган із залишками поховань епохи бронзи (II тисячоліття до н. е.). Збереглися також залишки п'яти поселень скіфо-сарматських часів (IV—II ст. до н. е.).
Село засноване 1860 року на місці колишнього ногайського аулу Сосикан переселенцями з села Попівка Бердянського повіту.
З початку 2010-х село потерпає від нестачі води. Місцева річка Лозуватка пересохла. Криниці пересохли. Місцеві жителі їздять за водою до сусіднього села Райнівка.
12 червня 2020 року, відповідно до розпорядження Кабінету Міністрів України № 713-р «Про визначення адміністративних центрів та затвердження територій територіальних громад Запорізької області», увійшло до складу Приморської міської громади.
17 липня 2020 року, в результаті адміністративно-територіальної реформи та ліквідації  Приморського району увійшло до складу Бердянського району.
Село тимчасово окуповане російськими військами 24 лютого 2022 року.

## Економіка
- Орлівська вітрова електростанція

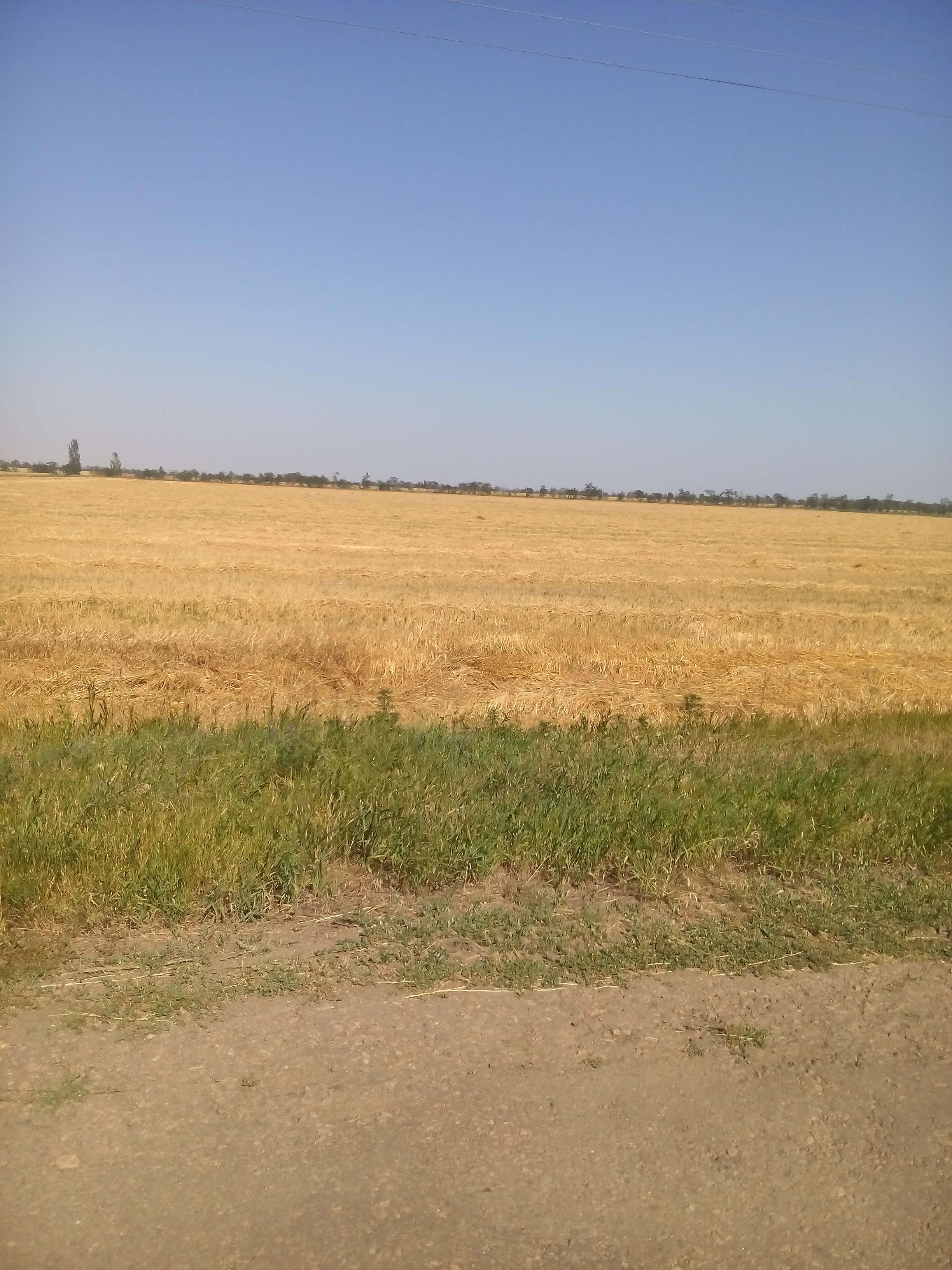
Пшеничне поле
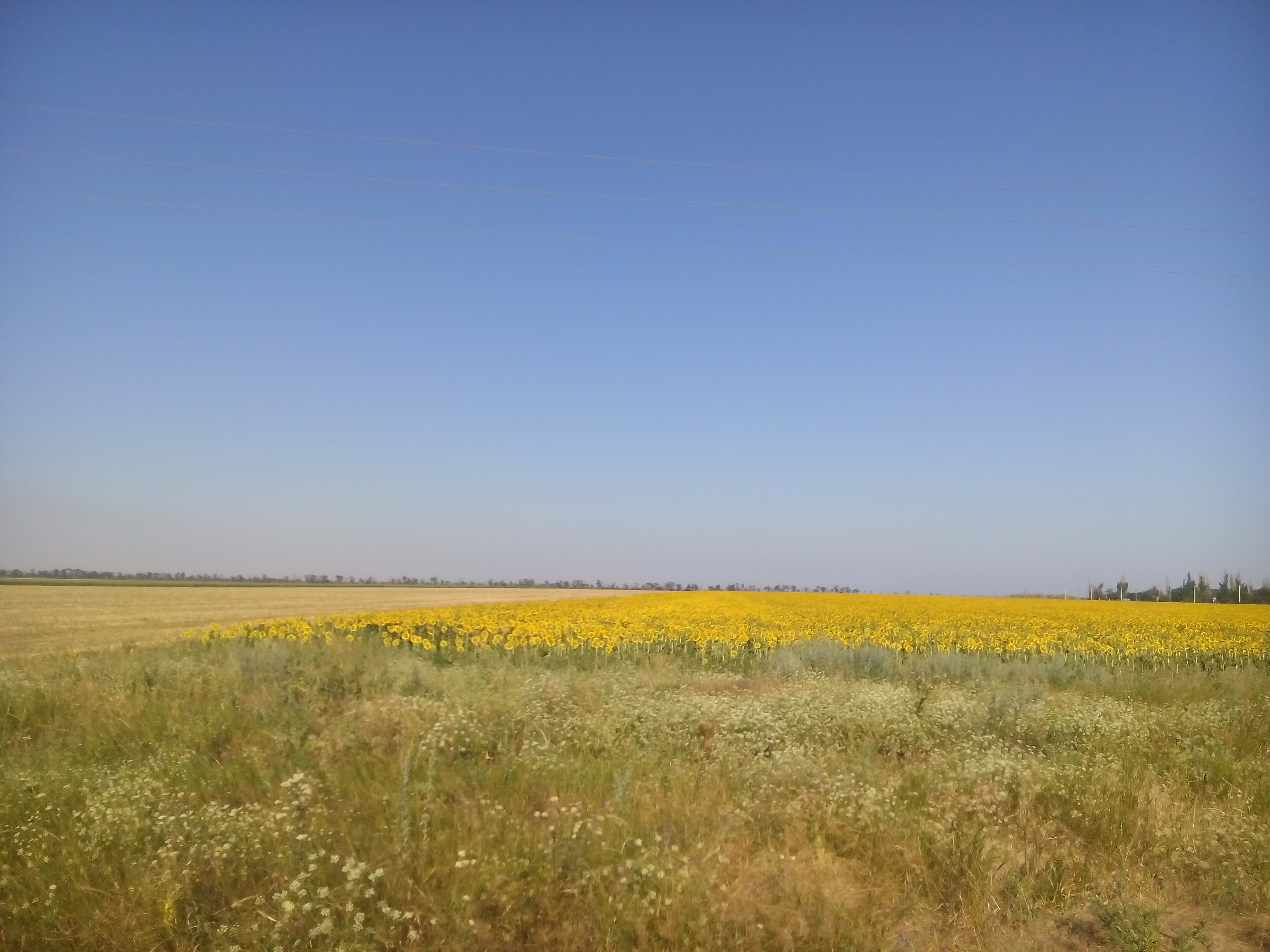
Соняшникові поля

- Навколо села кілька баз відпочинку. На навколишніх полях вирощують пшеницю і соняшник.

## Транспорт
Від траси Бердянськ-Мелітополь до села їздить кілька разів на день маршрутка. Відстань від центру села до траси 3 км. Вартість проїзду 4 гривень (2016). До Райнівки є асфальтована дорога. Маршрутка їздить через Орлівку до Райнівки. До санаторіїв теж є асфальтована дорога із Орлівки, але транспорт туди не ходить, відпочивальники добираються самостійно або за допомогою траспортних засобів баз відпочинку. До баз відпочинку є також і ґрунтові дороги.

## Об'єкти соціальної сфери
- Школа;
- Дитячий садочок;
- Будинок культури;
- Лікарня;
- Пошта.

## Галерея

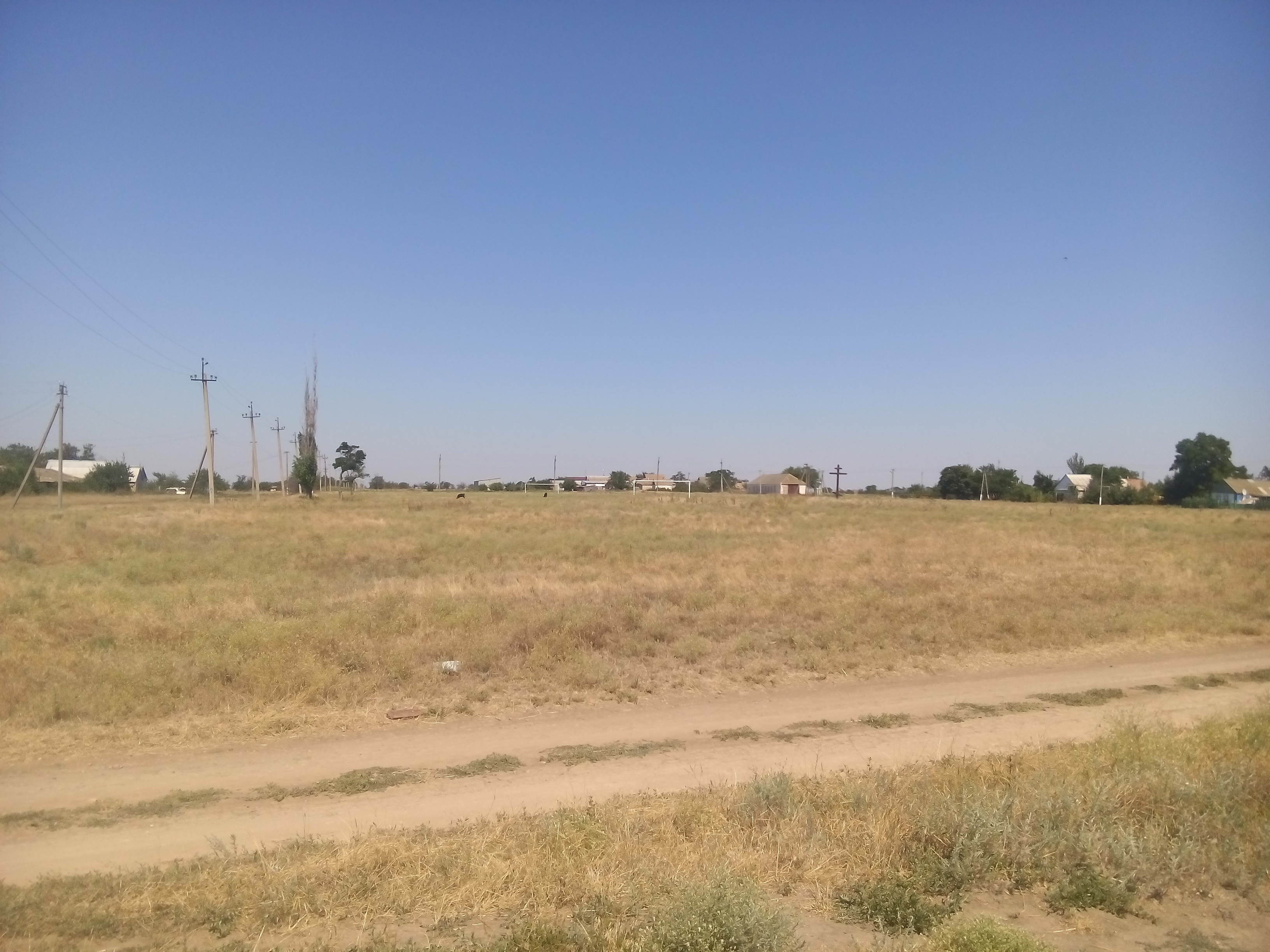
Футбольне поле біля школи
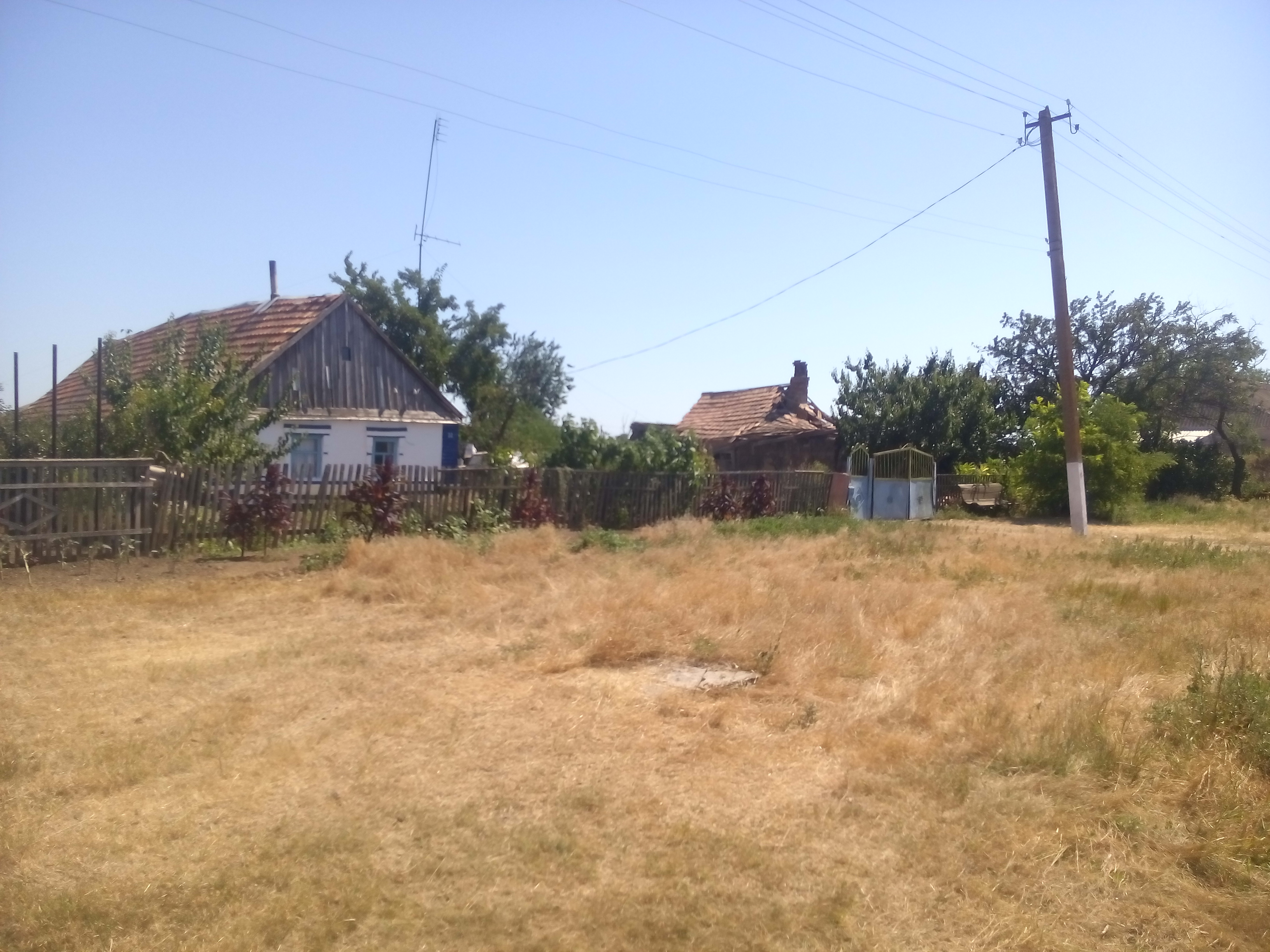
Покинуті хати
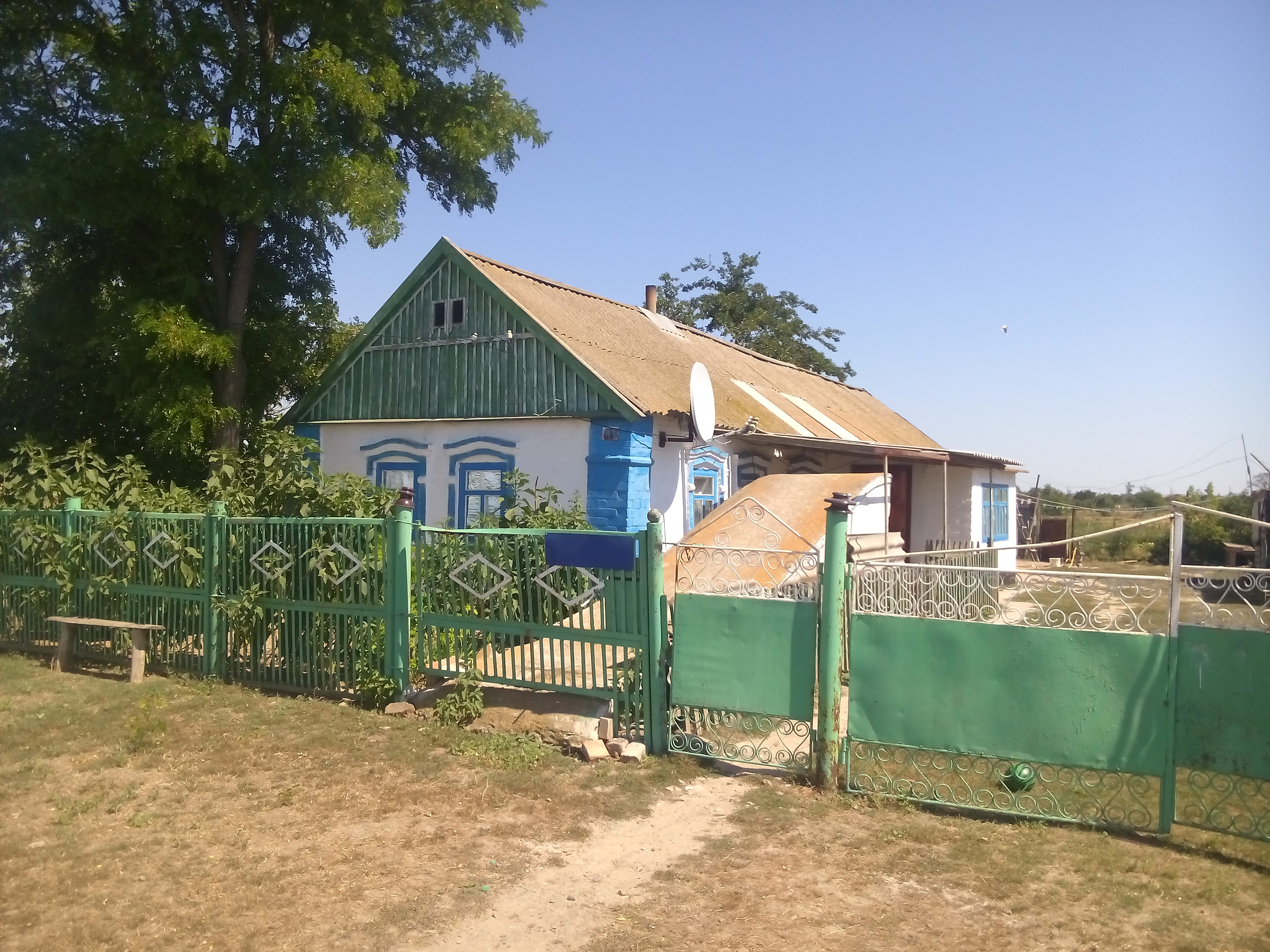
Хата на вул. Шкільна
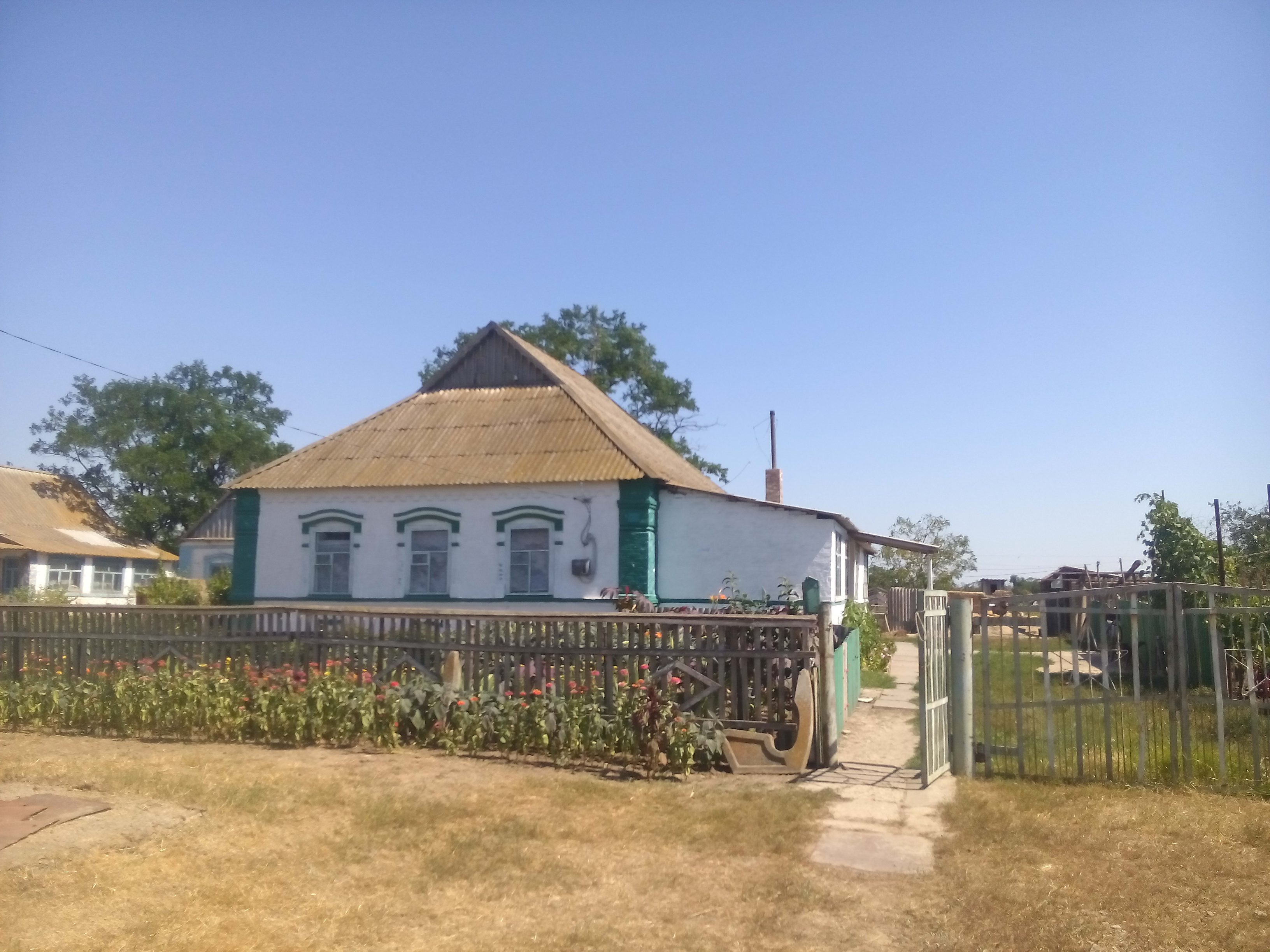
Хата на вул. Шкільна
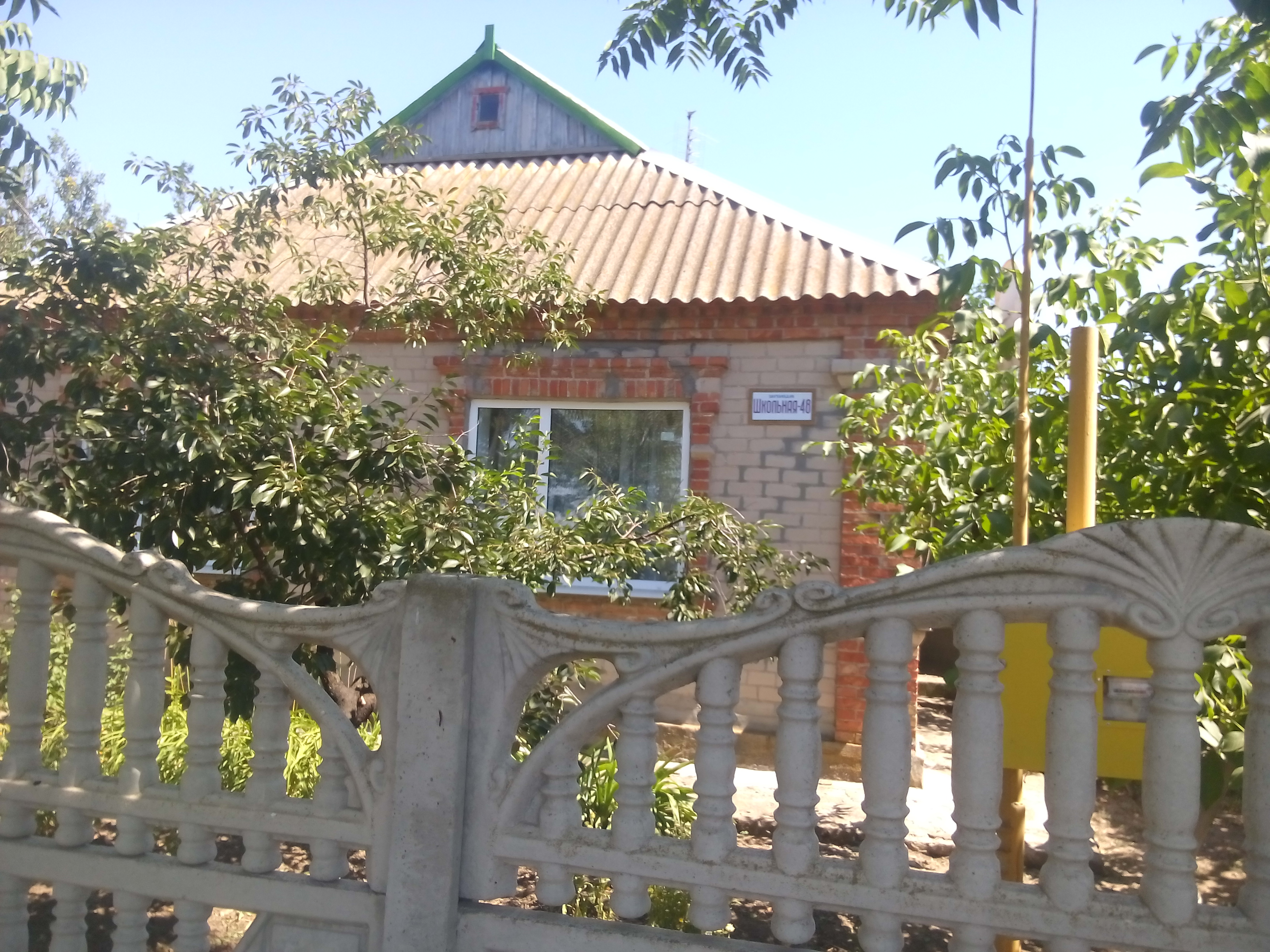
Хата на вул. Шкільна
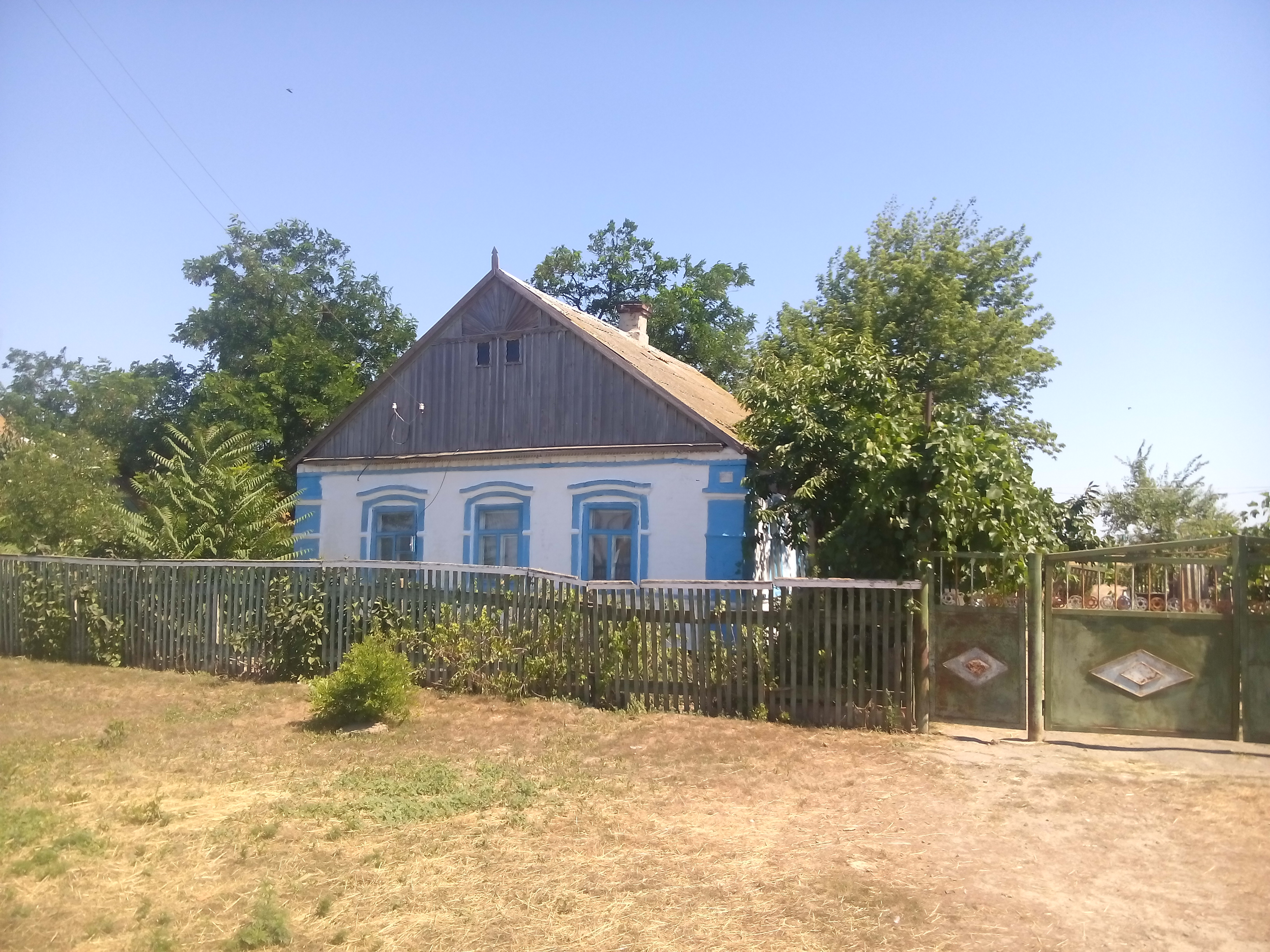
Хата на вул. Шкільна